# São José dos Ramos
São José dos Ramos is een gemeente in de Braziliaanse deelstaat Paraíba. De gemeente telt 5.702 inwoners (schatting 2009).